# Sodina

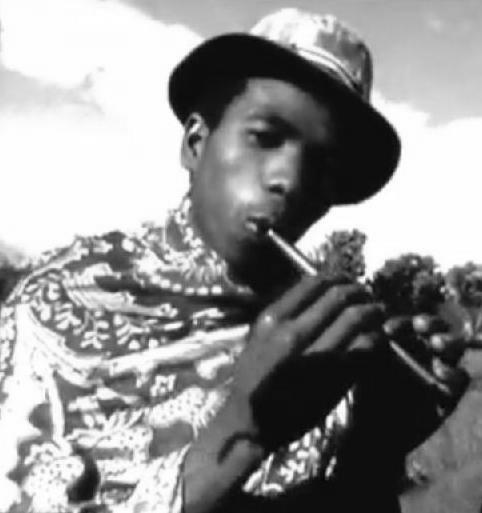
Suonatore di sodina del Madagascar.

Il sodina è uno strumento a fiato comunemente suonato nella musica malgascia e membro della famiglia degli aerofoni. Simile nella struttura e nel suono ad un flauto, il sodina è di solito realizzata in bambù, legno chiaro, plastica o canna e varia nelle dimensioni a seconda della regione in cui viene suonata. 

## Descrizione
Le sodina indigene del Madagascar si trovano spesso ad avere da tre a sei aperture equidistanti. Possono essere suonate da solista o in un gruppo di strumenti, nel qual caso sono accompagnate da molti flauti e un grande tamburo. 
Ricerche di etnomusicologia fanno risalire le origini della sodina nelle isole del sud-est asiatico (Indonesia, Malesia, Filippine) dove si trova ancora oggi nella sua versione in bambù, conosciuta in malese come broncio. 
Rakoto Frah è considerato il più grande interprete di sodina del XX secolo. Un certo numero di artisti contemporanei mantiene viva questa tradizione musicale, in particolare Rakoto Frah Zanany (Rakoto Frah Junior), un gruppo di suonatori di sodina composto dai figli di Rakoto Frah, Seta Ramaroson, un affermato sassofonista jazz, e Nicolas Vatomanga, anche lui sassofonista e noto artista jazz.

## Discografia
Rakoto Frah
- 1988: Flaute Master of Madagascar (Globestyle)
- 1988: Souffles de Vie (Musikela)
- 1989: The Art of Rakoto Frah e Randafison Sylvestre (JVC)

Seta Ramaroson
- 2004: Introducing Vakoka: The Malagasy All Stars (World Music Network)

Rakoto Frah e Nicolas Vatomanga
- 2000: Chants et Danses en Imerina ( Arion )
- 2001: Madagascar: Pays Merina (Arion)